# Грона (Комо)
Грона је насеље у Италији у округу Комо, региону Ломбардија.
Према процени из 2011. у насељу је живело 180 становника. Насеље се налази на надморској висини од 359 м.